# Старопрестолна гимназия по икономика
Старопрестолна професионална гимназия по икономика „Д-р Петър Аладжов“ е професионално средно училище в град Велико Търново.

## История
Старопрестолна гимназия по икономика е основана през 1919 година. Търговско-промишленото дружество настоява за провеждане на търговски и занаятчийски кусове. По този начин се създава едно от първите професионални гимназии в града. Създава се Училище за търговия и кооперативно дело. Първи директор на училището е Димитър Щъркелов, преродавател по счетоводство, кооперативно дело и търговско знание. През следващото десетилетие училището носи името Държавна търговска гимназия „Симеон Княз Търновски“. През учебната 1924/1925 година броят на учениците е 273 (221 ученика и 52 ученички). През 1935 година е построена сградата на училището.
22 паралелки има в гимназията през учебната 1950/1951 година. Следващата година се извършва надстройка на гимназията със седем нови класни стаи. Христо Конакчиев е назначен за директор на техникума през 1961 година. Година по-късно БСФС отпуска 10000 лева за построяване на физкултурния салон.
Към гимназията съществуват хор, танцова група, танцов ансамбъл. Сформира се въздържателно дружество, чийто основен орган става вестник „Факел“. През 1972 година за директор на техникума и избран Георги Кемалов. След политическите промени в страната, училището сменя името си на Икономически техникум „Васил Коларов“.
От 1993 година, чрез конкурс за директор е избрана Ганка Робова. През учебната 1995/1996 година броят ученици наброява 881. За 95 години, училището е квалифицирало 10 180 зрелостници.

## Специалности
- „Търговия“
- „Оперативно счетоводство“
- „Икономическа информатика“
- „Електронна търговия“